# St. Marien (Menslage)

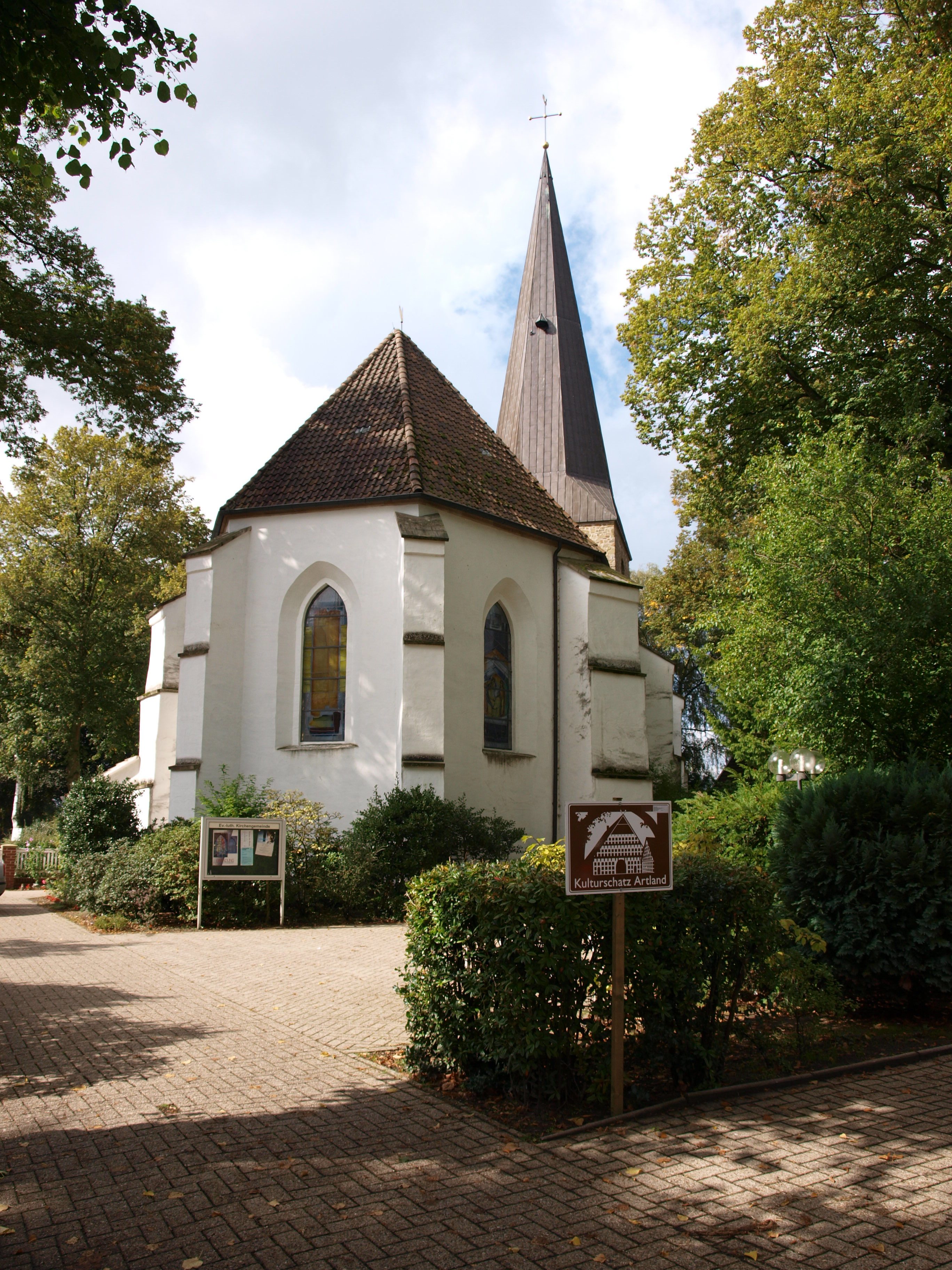
St. Marien, von Nordost gesehen

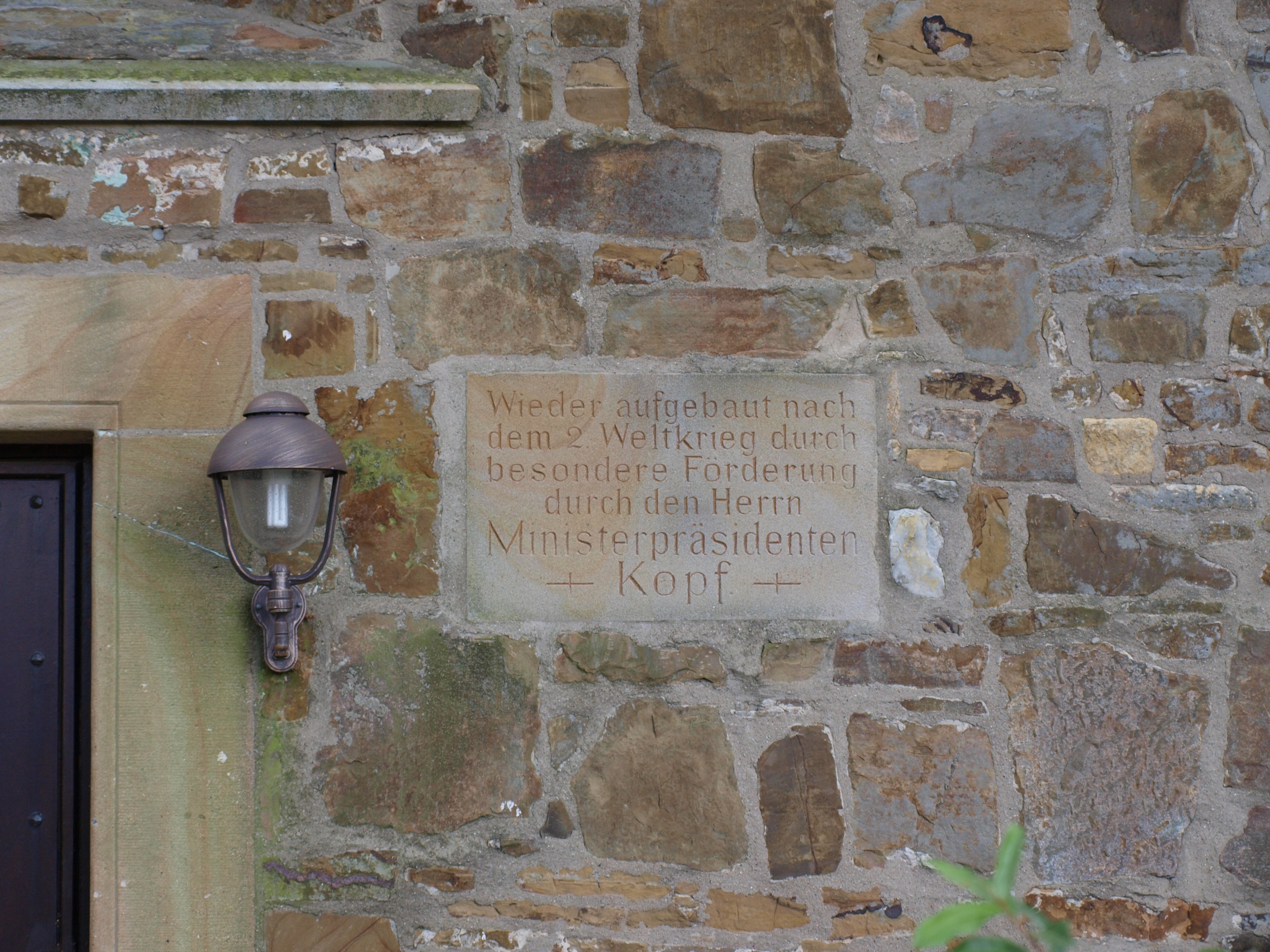
Gedenkstein zum Wiederaufbau

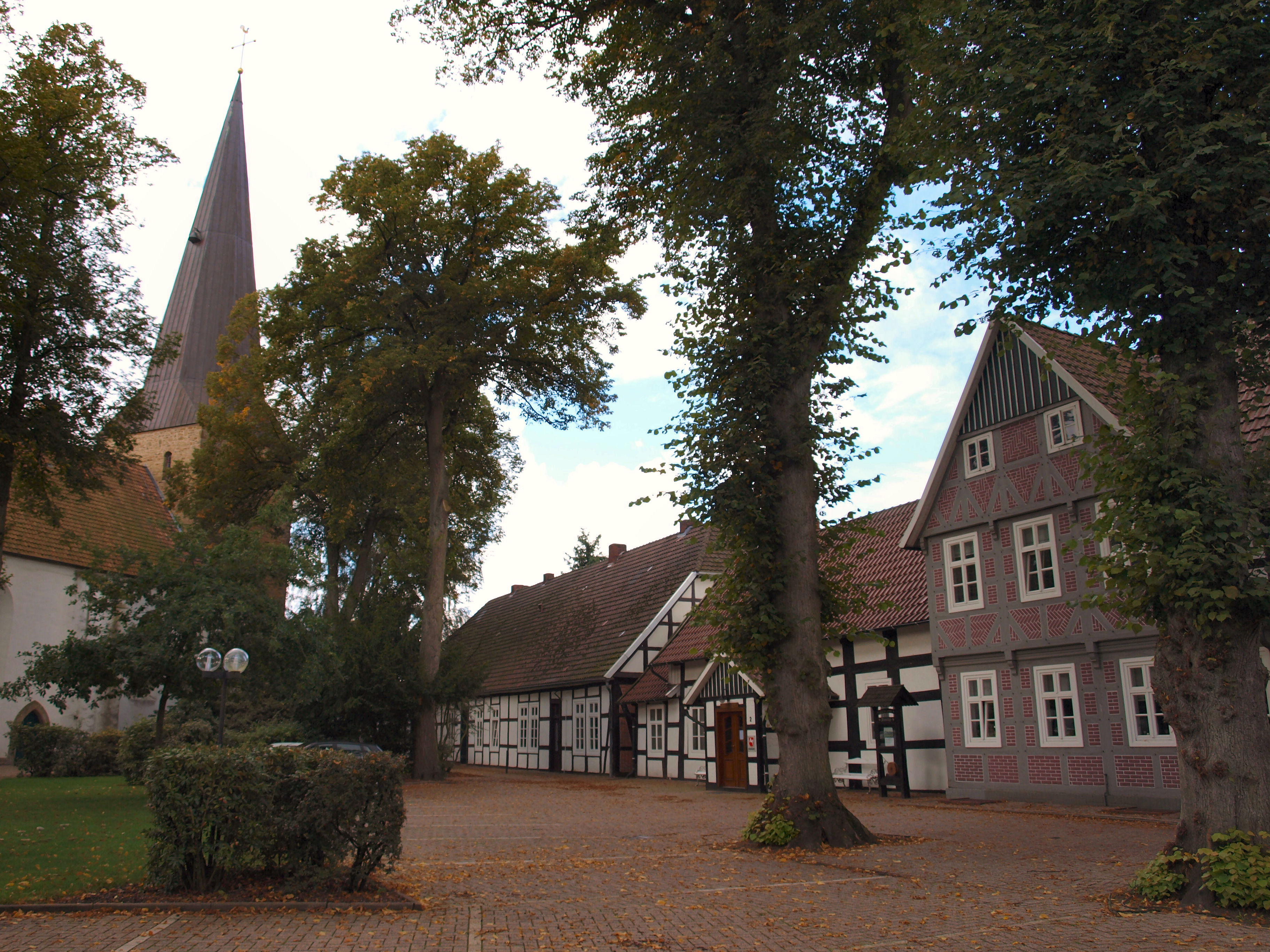
St. Marien, Kirchplatz und Kirchwinkel

St. Marien ist die evangelisch-lutherische Kirche in der Ortsmitte von Menslage im Landkreis Osnabrück in Niedersachsen. Die evangelisch-lutherische Kirchengemeinde Menslage gehört heute dem Kirchenkreis Bramsche der Evangelisch-lutherischen Landeskirche Hannovers an.

## Geschichte
Als einzige Kirche im Norden des Osnabrücker Landes gehörte sie ursprünglich zum altsächsischen Hasegau mit dem Zentrum Löningen. Mit der Kirchengründung erfolgte die Abpfarrung von der Löninger Mutterkirche, und das Kirchspiel Menslage entstand.
Die Kirche wurde 1247 von den Grafen zu Oldenburg auf Erlaubnis des Abts des Klosters Corvey gegründet. Die im frühgotischen Stil aus Raseneisenstein erbaute Kirche wurde zunächst ohne Turm errichtet, der erst 1579 nachträglich angebaut wurde und für den Ueffelner Sandstein verwendet wurde.
Rund um den ursprünglich an der Nordseite der Kirche angelegten Friedhof (heute südwestlich angelegt) errichteten die Bewohner Speicher aus Felssteinen, die sie zur Getreidelagerung nutzten. So wurde aus dem Friedhof ein abgeschlossener Platz, der nur durch zwei Eingänge zugänglich war: die Andorfer und die Herberger Pforte. Bei Kriegsgefahr retteten sich die Einwohner dorthin. Mit der Zeit verloren die Speicher ihre Bedeutung, weil die Bauern es vorzogen, das wertvolle Getreide an sicheren Plätzen auf ihren eigenen Höfen zu lagern. Einer der verlassenen Speicher wurde zum Ratsspeicher umgebaut, in dem fortan der Kirchenvorstand tagte; aus den anderen entstanden Wohn- und Arbeitsräume, hauptsächlich Werkstätten der Kirchhöfer und Wördener sowie ein Schulhaus.
Mit der Zeit wurden die alten Gebäude durch Fachwerkbauten ersetzt und der Friedhof wurde südöstlich der Kirche neu angelegt, weil der angestammte Platz zu klein wurde. Heute umschließen diese Bauten und die weiß getünchte Kirche den Kirchplatz mit seinem dreieckigen Grundriss und bilden den Kirchwinkel und den Menslager Riegel.
Das Kirchengebäude und fast alle Häuser am Kirchwinkel wurden am 10. April 1945, in der letzten Phase des Zweiten Weltkriegs, schwer beschädigt. Der sofort nach Kriegsende begonnene Wiederaufbau erfolgte weitgehend in alter Form und zog sich bis 1954 hin. Der zerstörte östliche Teil der Kirchplatzbebauung wurde modern wiederhergestellt.

## Architektur
Die Umfassungsmauern des dreijochigen Langhauses der Kirche mit ihren mächtigen Strebepfeilern blieben bei der Zerstörung erhalten, nachdem die Gewölbe eingestürzt waren. Beim 1576 bis 1579 errichteten Turm blieb der Unterbau unbeschädigt, die Spitze entstand in alter Form neu. Eine Gedenktafel erinnert an den Wiederaufbau mit Unterstützung des niedersächsischen Ministerpräsidenten Kopf.
Im Inneren wurden die vierteiligen Gewölbe mit Birnstabrippen in alter Form auf Wandvorlagen mit eingestellten Eckdiensten erneuert, aber dunkelrot gestrichen. Die Wandpfeiler zwischen den Jochen werden von Dreiviertelsäulen eingefasst.
Von der alten Ausstattung blieb nur ein Fragment des Bentheimer Taufsteins aus dem 13. Jahrhundert erhalten, das heute im Museum im Kloster (vormals Kreismuseum Bersenbrück) steht. Die Kanzel aus Eichenholz von 1958 ist von dem an der Bielefelder Kunstgewerbeschule tätigen Professor Rickert, das Stahlkreuz von 1970 von Joachim Schulz.
Die neue hölzerne Orgelempore wurde 2002 durch neue Chorfenster des Hattinger Künstlers Egon Stratmann ergänzt. Sie zeigen von links nach rechts: Jesus bei Maria und Martha in Bethanien, Das Licht des Ostermorgens, Der Barmherzige Samariter. Die Orgel stammt von Orgelbau Kemper, Lübeck und verfügt über 22 Register.